# Nachal Kina
Nachal Kina (hebrejsky נחל קינה) je vádí v jižním Izraeli, na severovýchodním okraji Negevské pouště.
Začíná cca 4 kilometry jižně od města Arad v nadmořské výšce okolo 600 metrů na svazích hory Har Kina. Leží v regionu s rozptýleným beduínským osídlením, které ale jižně odtud rychle ustupuje prakticky neosídlené pouštní krajině. Vádí směřuje k jihozápadu a jihu a postupně se zařezává do okolního terénu. Od severovýchodu sem ústí vádí Nachal Kisan. Ústí zleva do vádí Nachal Chemar, které patří do povodí Mrtvého moře.